# Dugo znamo se
Dugo znamo se je deseti studijski album jugoslovenskog i srpskog rok benda YU grupa.
Ovo je jubilarni deseti album YU grupe. Dve pesme je uradio Zvonimir Đukić Đule iz grupe Van Gog, a jednu Bebi Dol. Pesma Pustinja je postala hit i za nju je urađen muzički spot.

## Spisak pesama
1. Zamoliću te 	5:35
2. Dugo znamo se 	4:28
3. Bože spasi me 	5:04
4. Ima samo jedna stvar 	4:47
5. Tango 	5:28
6. Pustinja 	3:24
7. Poklanjam 	4:55
8. Vreme ljubav ubije 	4:44
9. Zašto ljubav navodi na strah 3:44
10. Poslednja pesma 3:55

## Postava benda
- Dragi Jelić – gitara, vokal
- Žika Jelić – bas gitara
- Petar Jelić – gitara
- Igor Malešević – bubnjevi

### Gost
- Saša Lokner - klavijature

## Spoljašnje veze
- Istorija YU grupe
- EX YU ROCK enciklopedija 1960-2006. ISBN 978-86-905317-1- Проверите вредност параметра |isbn=: length (помоћ)., Petar Janjatović.